# (1146) Biarmia
(1146) Biarmia és un asteroide pertanyent al cinturó d'asteroides descobert el 7 de maig de 1929 per Grigori Neüimin des de l'observatori de Simeiz, a Crimea. Fou anomenat en honor de Biàrmia, una regió de la mitologia nòrdica.